# 丁瑞爾河谷
丁瑞爾河谷（英語：Dimrill Dale）是托爾金奇幻小說裡中土大陸的一處山谷，位於迷霧山脈東側兩座支脈間、矮人王國摩瑞亞正門前之處。在矮人語當中，該處名為阿薩努比薩（Azanulbizar），辛達精靈語中則名為南都西理安（Nanduhirion）。
銀流河的源頭即來自丁瑞爾河谷；該山谷中還有一座大型湖泊鏡影湖（卡雷德—薩雷姆湖）及「都靈的礎石」。
第三紀元2799年，矮人與半獸人之間的阿薩努比薩之戰於丁瑞爾河谷處爆發，在這場慘烈的戰鬥中，半獸人領袖阿索格被殺。多年後，試圖重返摩瑞亞的矮人巴林在丁瑞爾河谷中被半獸人射殺。三十年後，剛失去隊長甘道夫的魔戒遠征隊在走出摩瑞亞正門後，一度曾於丁瑞爾河谷中休息。

## 改編
在彼得·傑克森的《魔戒》電影裡，丁瑞爾河谷的取景地是紐西蘭南島尼爾森地區的奥林帕斯山和歐文山。